# Lipy (Sumin)
Lipy – część wsi Sumin w Polsce, położona w województwie pomorskim, w powiecie starogardzkim, w gminie Starogard Gdański.
W latach 1975–1998 Lipy położone były w województwie gdańskim.